# WASP-33 b
WASP-33 b (HD 15082 b) — гарячий юпітер, що обертається на дуже малій відстані (порядку 0,02 а.о.) навколо білої зірки головної послідовності HD 15082. Повний оберт робить за 1,22 доби. За масою і розмірами трохи перевершує Юпітер. В 2011 гранично точно була виміряна температура планети - близько 3200 ° С, що робить її температуру порівнянною з температурою поверхні червоного карлика. На даний момент це найгарячіша екзопланета, відома науці .
За допомогою спостережень космічного телескопу Hubble, у червні 2015 року виявлено, що ця екзопланета має стратосферу з великим вмістом діоксиду титану.